# Katolikus lelkiségi mozgalom
Egy katolikus lelkiségi mozgalom olyan közösség, amely a római katolikus egyház tanítását követve, a szerzetesrendek és a különféle társulatok, egyesületek mellett újabb alternatívát kínálnak a katolikus hit megélésének területén.
Mai meghatározás szerint egy lelkiség, mozgalom olyan közösség, ahol
- elsődlegesen világi hívek,
- bizonyos nem-plébániai strukturáltsággal,
- meghatározott lelki karizmát követve,
- az egyetemesség egyfajta távlatával élik meg kereszténységüket.

A régebbi korokban elsősorban a szerzetesrendek és a különféle társulatok, egyesületek jelentettek alternatívát a hit megélésének területén. A mai idők hasonló új kezdeményezéseit általában „mozgalmak és lelkiségek” néven foglaljuk össze. A régebbi kezdeményezések az idők során jórészt intézményesültek, alkalmazkodtak a plébániarendszer által meghatározott szervezeti struktúrához. Egyes nagy múltra visszatekintő szervezetek eredeti lendületüket fölelevenítve maguk is az újonnan induló áramlatok mellé sorakoznak fel.

## A lelkiségi mozgalmak jellemzői
- emberi léptékű csoportokat létrehozva személyesség- és közösségélményt nyújtanak,
- megtalálták az eszközöket ahhoz, hogy mély istentapasztalatra hívjanak és vezessenek egyszerre sok embert,
- radikalitásukkal „versenyképessé” teszik a katolikus Egyházat a szektákkal és az új vallási irányzatokkal szemben, megújítva benne a kezdetekre jellemző elkötelezettséget,
- általában hangsúlyozottan a világiakra építik evangelizációs munkájukat, ami egybeesik a II. vatikáni zsinat egyik fontos célkitűzésével,
- sokszínűségük, sajátos feladatérzékenységük egyfajta „lelki választékot” jelent egy specializálódásra hajlamos korban: ki-ki megtalálhatja a maga lelki alkatának megfelelő hitkifejezési, apostolkodási formát.

Úgy is tekinthetők ezek a kezdeményezéseket, mint amelyek az utolsó egy-másfél évszázad társadalmi, lélektani, gondolkodásmódbeli változásainak, fejlődésének hatásait viselik magukon és fordítják le vallási nyelvre. Ilyen jellemzők például
- a szabadság, az egyéniség értéke;
- a hagyományos közösségek bomlásával párhuzamosan a szabad választáson alapuló közösségi elköteleződés felértékelődése;
- a tágabb közösségért, az egész emberiségért való személyes felelősségvállalás.

Mindezekkel a jelenségekkel a plébániai lelkipásztorkodásnak is szembe kell néznie, amiben segítségére lehetnek a lelkiségi mozgalmak.
Struktúrájukat tekintve egyik oldalról némelyik mozgalom hasonlít a szerzetesrendekre (pl. harmadrendként, világi rendként kifejezetten azokhoz kötődik, vagy pedig keretein belül jön létre szerzetesi vagy ahhoz hasonló életforma); más oldalról nézve esetleg az egyesületekhez lehet hasonlítani őket. Lelkiségük és közösségeik mindig egy körülírható karizma, és többnyire a karizmát hordozó személy vagy személyek köré épülnek fel. Ezek a karizmák közösségenként egészen különfélék lehetnek: vannak, amelyek az apostoli munkára vagy az evangelizációra helyezik a hangsúlyt, mások esetében az imádság, engesztelés, közbenjárás kerül előtérbe.

## Pápai megnyilatkozások
XVI. Benedek pápa 2006 pünkösdjére meghívta Rómába az egyházi mozgalmak és közösségek képviselőit. Ez volt a második ilyen jellegű esemény. A hozzájuk intézett beszédében, amelyben a találkozót rendkívüli eseménynek nevezte, úgy szólt róluk, mint akik „megmutatják, mennyire elevenen működik a Lélek Isten népében”. A Pápa szavai szerint a „mozgalmak az igaz élet szomjúságából születtek; minden szempontból az élet mozgalmai”. Hangsúlyozta a mozgalmak sokféleségét, amit Isten akar, ugyanakkor az egységet is, ami szintén isteni akarat. 1998 pünkösdjén, a Mozgalmak I. Világtalálkozóján – akkor még Ratzinger bíboros, a Hittani Kongregáció prefektusa – így vázolta fel az Egyház életének egy kezdettől fogva felfedezhető kettősségét: „létezik az egyházi életnek egy folyamatos és alapvető formája, amely az Egyház történelmi rendjének folytonosságát juttatja kifejezésre. Ugyanakkor a Szentléleknek léteznek mindig új megjelenési formái, amelyek mindenkor élővé és újjá változtatják az Egyház szerkezetét”. II. János Pál pápa mindezekkel az új közösségekkel kapcsolatban, az ő bátorításukra mondta, az Egyház egésze és az új közösségek közt fennálló mély harmóniára utalva: „Az Egyház maga is mozgalom.”

## Katolikus lelkiségi mozgalmak
Katolikus lelkiségi mozgalmak a teljesség igénye nélkül, alapítás helye és ideje szerinti rendezésben:
| név | alapítás helye          | alapítás ideje | fő tevékenység |
| --- | ----------------------- | -------------- | --- |
| Katolikus Cserkészek Világszervezete (International Catholic Conference of Scouting /ICCS/) - Táborkereszt Katolikus Cserkészek Közössége               | Anglia                  | 1920           | az ifjúság katolikus erkölcsű nevelése a cserkészet módszereivel |
| |                         |                | |
| Keresztény Munkásifjú Mozgalom (Jeunesse Ouvriere Chrétienne /JOC/ - Magyarországon a II. világháború előtt Katolikus Ifjak Országos Egyesülete /KIOE/) | Belgium                 | 1925           | a munkásifjúság szellemi, anyagi támogatása, összefogása és érdekvédelme |
| |                         |                | |
| Katolikus Shalom Közösség (Comunidade Católica Shalom)                                                                                                  | Brazília                | 1982           | fiatalok evangelizálása |
| |                         |                | |
| Unio Apostolica Cleri | Franciaország           | 1862           | papok és diakónusok összefogása és segítése |
| Bárka közösség (L’Arche) | Franciaország           | 1964           | család nélküli sérült emberek szolgálata |
| Hit és Fény (Foi et Lumière) | Franciaország           | 1971           | családban élő sérült emberek szolgálata |
| Emmánuel közösség (Communauté de l’Emmanuel) | Franciaország           | 1972           | az Egyház szolgálata és megújítása a Szentlélek erejének segítségével |
| Chemin Neuf közösség | Franciaország           | 1973           | feltámadás örömhírének hirdetése, keresztények képzése, helyi egyházi életben való aktív részvétel |
| Nyolc Boldogság katolikus közösség (Communauté des Béatitudes)                                                                                          | Franciaország           | 1973           | evangelizációt, a szegények megsegítése, az egység keresése Izrael népével és a keleti keresztényekkel                                                                                                |
| Élet Kenyere közösség (Communauté du Pain de Vie) | Franciaország           | 1976           | Oltáriszentség imádása, szegénységben élés, szegények segítése |
| |                         |                | |
| Mária légió (Legio Mariae, Legion of Mary) | Írország                | 1921           | Szűz Máriás lelkületben imádkozás, karitatív tevékenység, lelki segítségnyújtás, evangelizálás |
| Tiszta Szívek mozgalma (Pure in Heart) | Írország                | 2000           | a római katolikus egyház erkölcsi tisztasággal kapcsolatos tanításainak megismertetése, népszerűsítése, különösen a középiskolás fiatalok körében, és az annak megélését vállalók segítése            |
| |                         |                | |
| Regnum Marianum Közösség | Magyarország            | 1902, 1991     | a gyerekek és a fiatalok természetes alapokon álló katolikus szellemű nevelése |
| KALOT Katolikus Népfőiskolai Mozgalom | Magyarország            | 1935, 1988     | az erkölcsi és szociális alapon nyugvó demokratikus magyar társadalom építésének elősegítése keresztény erkölcsi magatartásra nevelő, valamint kulturális tevékenységgel, és ifjúsági vezetőképzéssel |
| Katolikus Asszonyok és Lányok Szövetsége (KALÁSZ) | Magyarország            | 1936, 1989     | a lányok katolikus keresztény szellemű erkölcsi nevelése |
| Bokor bázisközösség | Magyarország            | 1945           | hármas eszménye: adás, szolgálat, erőszakmentesség |
| Szeretetláng mozgalom | Magyarország            | 1961           | ima, engesztelés |
| Emmausz közösség | Magyarország            | 1979           | evangelizáció, lélek támogató és imaszolgálat |
| Szentjánosbogár közösség | Magyarország            | 1980           | fiatalok közösségépítése és a keresztény hit átadása |
| Hét Láng közösség | Magyarország            | 1988           | Isten imádása |
| Új Jeruzsálem közösség | Magyarország            | 1997           | ima, evangelizáció |
| |                         |                | |
| Krisztus Légiója Kongregáció (Legio Christi) és Regnum Christi Apostoli Mozgalom                                                                        | Mexikó                  | 1941 és 1959   | evangelizáció, oktatás és lelki támogatás nyújtása |
| |                         |                | |
| Kolping mozgalom (Das Kolpingwerk) | Németország             | 1849           | szociális problémák megoldása a keresztény szellemiségű nevelés által |
| Schönstatti apostoli mozgalom (Schönstatt Apostolische Bewegung)                                                                                        | Németország             | 1914           | a II. vatikáni zsinat szellemiségének életben tartása és a római katolikus egyházban annak életre váltása                                                                                             |
| |                         |                | |
| Fokoláre mozgalom (Movimento dei Focolari) | Olaszország             | 1943           | párbeszéd lelkiségekkel, egyházakkal, vallásokkal, vallástalanokkal |
| Comunione e Liberazione | Olaszország             | 1954           | a hozzá csatlakozók keresztény nevelése és az Egyház küldetésében való együttműködés a modern társadalomban                                                                                           |
| Leánycserkészek Nemzetközi Katolikus Konferenciája (International Catholic Conference of Guiding /ICCG/)                                                | Olaszország             | 1965           | a nemzeti leánycserkész szervezetek összefogása |
| Szent Egyed közösség (Comunitá di Sant'Egidio) | Olaszország             | 1968           | mindennapi munka és családi élet mellett a rászoruló, beteg, szenvedő emberek segítése, közös ima |
| Regina Pacis közösség (Comunitá Regina Pacis) | Olaszország             | 1986           | ima, betegek szolgálata, evangelizáció |
| Új Horizontok közösség (Nuovi Orizzonti) | Olaszország             | 1991           | a peremre szorult (pl. alkohol-, drogfüggő, prostituált) fiatalok segítése |
| |                         |                | |
| Harmadik Világ Szegényeinek Szolgái Missziós Mozgalom (Misioneros Siervos de los Pobres del Tercer Mundo)                                               | Peru (olasz alapító)    | 1983           | a legszegényebbek, különösen a gyermekek segítése és evangelizálása |
| |                         |                | |
| Máriás papi mozgalom (Marian Movement of Priests) | Portugália, Olaszország | 1972           | Szűz Máriás lelkületben, szorosabb egységre akarja vezetni elsősorban a papokat püspökükkel és a pápával                                                                                              |
| |                         |                | |
| Opus Dei | Spanyolország           | 1928           | hit mindennapi körülmények közötti megélése, evangelizálás, lelki képzés |
| Cursillo (The Cursillo Movement) | Spanyolország           | 1949           | keresztény hit elmélyítése és megújítása |
| Verbum Dei Missziós Testvéri Közösség (Fraternidad Misionera Verbum Dei)                                                                                | Spanyolország           | 1963           | imádság, az Ige szolgálata és az evangéliumi élet tanúságtétele |
| Neokatekumenális Út (Neocatecumenale Iter) | Spanyolország           | 1964           | katolikus hit megismertetése |
| |                         |                | |
| Serra International | USA                     | 1935           | a papi és szerzetesi hivatások, a kispapok és papok támogatása |
| Antióchia közösség (Antioch Movement) | USA, Ausztrália         | 1960           | 16-25 éves fiatalok plébániai közössége, egymást segítik hitük mindennapi megélésében, aktív részvétel a plébánia életében, fiatalok közt végzett evangelizáció                                       |
| Katolikus karizmatikus megújulás (Catholic Charismatic Renewal)                                                                                         | USA                     | 1967           | arra törekednek, hogy a Szentlélek megújítsa azokat a kegyelmeket, melyeket a keresztségben és a bérmálásban kaptak                                                                                   |
| |                         |                | |
| Katolikus Akció (Actio Catholica) | Vatikán                 | 1922           | tevékenységi köre mindazt magában foglalja, amire az Egyház apostoli küldetése szól |

- Az 1940-ben, Franciaországban alapított Taizéi közösség (Communauté de Taizé) ökumenikus alapon szerveződik, így egyetlen keresztény egyház fennhatósága alatt sem áll, de igen jó kapcsolatokat ápol mind a keresztény, mind a nem keresztény vallásokkal, így a katolikus egyházzal, és annak közösségeivel is. Eszmerendszerének középpontjában a kiengesztelődés áll.
- Az 1949-ben, Pierre abbé katolikus pap által Franciaországban alapított Emmaüs közösség szintén ökumenikus alapon szerveződik, célja a társadalom legkiszolgáltatottabbjainak segítése.
- Az 1957-ben, Joseph Wresinski katolikus pap által Franciaországban alapított ATD Negyedik Világ Mozgalom (Mouvement international ATD Quart Monde) is ökumenikus alapon szerveződik, célja a mélyszegénység felszámolása.

### Szerzetesi karizmához kapcsolódó lelkiségek
Katolikus szerzetesi karizmához kapcsolódó mozgalmak a teljesség igénye nélkül, alfabetikus sorrendben:
| név | szerzetesi karizma | alapítás helye | alapítás ideje | fő tevékenység |
| --- | ------------------ | -------------- | -------------- | --- |
| Bencés Obláció (Benedictine Oblates)                                                                    | bencések           | Olaszország    | 530 körül      | a világban Nursiai Szent Benedek Regulája szellemében élés                                                                          |
| Ciszterci Obláció (Cistercian Oblates)                                                                  | ciszterciek        | Olaszország    | 530 körül      | monasztikus zsolozsmás élet gyakorlása a világban, illetve a saját ciszterci plébánián a feladatok, munkák ellátásában való segítés |
| Ferences világi rend (Ordo Franciscanus Saecularis)                                                     | ferencesek         | Olaszország    | 1221           | imádságos élet, szegények segítése, egyházközségben és a társadalomban végzett különböző szolgálatok                                |
| Keresztény Élet közössége (Christian Life Community) - korábban Mária kongregáció (Congregatio Mariana) | jezsuiták          | Olaszország    | 1564, 1967     | a római katolikus hit megélése Loyolai Szent Ignác lelkigyakorlatai alapján                                                         |
| Világban Élő Kármel                                                                                     | karmeliták         | Franciaország  | 1452           | a kármel szemlélődő lelkiségének megélése a világi hétköznapokban                                                                   |
| Világi domonkos közösségek                                                                              | domonkosok         | Olaszország    | 1285           | Szent Domonkos lelkiségének szellemében, a szemlélődés és apostolkodás megfelelő egyensúlyát megtartva élni a világban              |
| Világi Kamilliánus Család (Lay Camillian Family) - Magyar Kamilliánus Családok Társasága Egyesülete     | kamilliánusok      | Olaszország    | 1995           | a kamilliánus szerzetesek munkájának támogatása az egészségügy minden területén, Lellisi Szent Kamill szellemében                   |

### Családmozgalmak
Katolikus családmozgalmak a teljesség igénye nélkül, alfabetikus sorrendben:
| név | alapítás helye | alapítás ideje | fő tevékenység |
| --- | -------------- | -------------- | --- |
| Családok Jézusban közösség (Familien mit Christus) | Németország    | 1985           | házasságok, családok lelki támogatása, megújítása |
| Együtt Nagyasszonyunk Dicsőségére házasközösségek (E.N.D. - Equipes Notre-Dame) | Franciaország  | 1938           | házasságok, családok lelki támogatása |
| Házas Hétvége (Marriage Encounter) | Spanyolország  | 1952           | házaspároknak, papoknak és szerzeteseknek az egymással és közösségükkel való kapcsolatuk megújításához és elmélyítéséhez szükséges segítség nyújtása |
| Keresztény Családközösségek Nemzetközi Szervezete (International Confederation of Christian Family Movements /ICCFM/) - MÉCS Családközösségek (Christian Family Movement /CFM/ Hungary) | Spanyolország  | 1967           | plébániai alapon szerveződő, szentségi házasságban élő házaspárokból álló csoportok lelki támogatása                                                 |

Az 1987-ben, Németországban alapított Új Életet a Családoknak (Team.F – Neues Leben für Familien) lelkiség ökumenikus alapon szerveződik a házasságok, családok lelki támogatása céljából.

## Támogató szervezetek

### Országos Lelkipásztori Intézet
A II. vatikáni zsinat a püspöki karok feladatának jelöli meg, hogy hozzanak létre "célszerűen kiválogatott plébániákkal együttműködő lelkipásztori intézeteket" - elsősorban az új társadalmi körülmények miatt - a papság képzésére. Az Országos Lelkipásztori Intézetet (OLI) 1989 tavaszán hozta létre Paskai László bíboros, prímás. Az Intézet célja, hogy támogassa és megújítsa a hazai pasztorációt. Létrehozta a Katolikus Közösségek Kárpát-medencei Hálózatát (HÁLÓ) és a Katolikus Ifjúsági Mozgalmat (KIM) az ifjúsági csoportok egymás közti kapcsolatának elősegítésére.

### Magyar Katolikus Családegyesület
A magyar katolikus egyház a szakpasztorációs feladatok irányítását, koordinálását és felügyeletét szakpüspökökre bízva kívánja megoldani. A szakpüspökök az adott pasztorációs szakterületen összefogják az országos, egyházmegyei és mozgalmi szerveződéseket és velük együttműködve szolgálják a hitéletet. A családpasztoráció letéteményese a családpüspök, aki egyben a Magyar Katolikus Családegyesület (MAKACS) elnöke, amely munkáját elsősorban a technikai, gyakorlati feladatok megoldásával támogatja. A MAKACS szervezi, koordinálja és végrehajtja a családpüspök által kezdeményezett akciókat, projekteket, programokat, és elvégzi a kapcsolódó adminisztratív feladatokat; nem konkurense és nem alá vagy felé rendeltje bármely mozgalmi, plébániai, intézményi család-szervezetnek.